# Représentant spécial de l'Union européenne

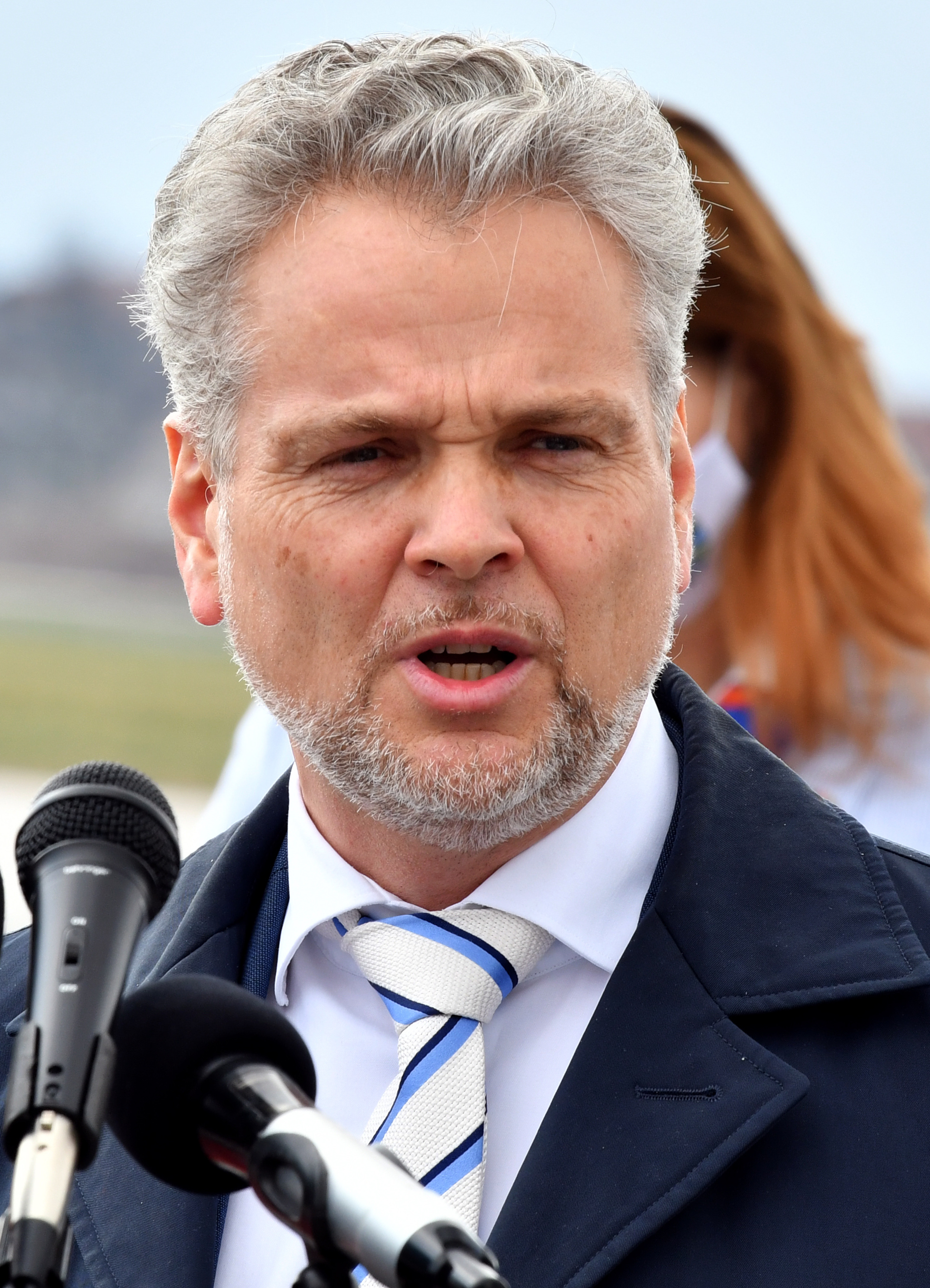
L'Autrichien Johann Sattler est le représentant spécial de l'UE en Bosnie-et-Herzégovine depuis septembre 2019.

Le représentant spécial de l'Union européenne (RSUE) est un haut fonctionnaire assurant la représentation diplomatique de l'Union européenne dans certains pays ou régions et sous l'autorité conjointe du haut représentant de l'Union pour le SEAE et du président de la Commission européenne. Sur le terrain, il coordonne la politique étrangère et de sécurité commune (PESC) dans sa dimension politique.

## Rôle et fonctionnement
Les fonctions de représentant spécial de l'UE et de chef de la délégation de la Commission européenne sont fusionnées dans plusieurs cas, et en particulier depuis le traité de Lisbonne, entré en vigueur en décembre 2009. Les fonctions des délégués de la Commission européenne et de représentant spécial de l'Union européenne ont été élevées au rang de délégué européen. Ils disposent ainsi à la fois de la légitimité diplomatique et politique incarnée par le Conseil européen et des moyens (aide humanitaire, ouverture commerciale, aide publique au développement) placés sous l'autorité de la Commission. Cette innovation anticipait sur la fusion à Bruxelles des fonctions de haut représentant pour la politique étrangère et de sécurité commune et de commissaire européen aux relations extérieures et sur la constitution d'un véritable service diplomatique unique, le Service européen pour l'action extérieure, innovations consécutives au traité de Lisbonne.

## Représentations

### Anciennes représentations
- L'Allemand Bodo Hombach était coordinateur spécial du pacte de stabilité pour l'Europe du Sud-Est (1999-2001). Il fut remplacé par l'Autrichien Erhard Busek (2001-2003). Le Grec Panagiotis Roumeliotis avait été représentant spécial, chargé du processus de Royaumont (1999-).
- L'Espagnol Felipe González était en poste pour l'ex-Yougoslavie (1998-1999).
- dans la région africaine des Grands Lacs, depuis 2007 le Néerlandais Roeland van de Geer. Il travaillait en liaison étroite avec les deux missions PESD de réforme du secteur de sécurité (EUPOL et EUSEC) en RDC.
- En Macédoine (pays), depuis 2005, l'Irlandais Erwan Fouéré avait succédé aux Français François Léotard (2001) et Alain Le Roy (2001-2002), au Belge Alexis Brouhns (2002-2004), au Danois Søren Jessen-Petersen (2004), au Suédois Michael Sahlin (2004-2005)
- En Moldavie, le Hongrois Kálmán Mizsei avait autorité sur l'assistance frontalière de l'UE à la Moldavie et à l'Ukraine. Il succède au Néerlandais Adriaan Jacobovits de Szeged (nommé en 2002).
- Dans le Sud-Caucase, depuis 2006, le Suédois Peter Semneby avait succédé au Finlandais Heikki Talvitie (2002-2006).
- Au Soudan, la Britannique Rosalind Marsden intervenait dans le contexte du conflit du Darfour et de fin 2007 à fin 2013,  fournissait l'orientation politique à la mission de l'EUFOR Tchad/RCA. Elle avait succédé au Danois Torben Brylle et au Finlandais Pekka Haavisto (2005-2007).
- L'Espagnol Bernardino León a été nommé représentant spécial pour la région du Sud de la Méditerranée, ses objectifs son fondés sur la politique de voisinage méridionale.
- Auprès de l'Union africaine, le Britannique Gary Quince succède au Belge Koen Vervaeke et à l'Espagnol Aldo Ajello.
- L'UE disposait également d'un envoyé spécial en Birmanie, l'Italien Piero Fassino[2].

### Représentations en cours
- Dans la Corne de l'Afrique, le Grec Alexander Rondos est titulaire depuis 2012 et s'occupe des questions propres à cette région fortement instable[3].
- Au Kosovo, le Slovène Samuel Žbogar est en poste depuis 2012, il fournit l'orientation politique à la mission EULEX Kosovo, destinée à renforcer l'État de droit au Kosovo. Il doit cumuler ses fonctions avec celles de « représentant civil international » (au sens du plan Ahtisaari) à Pristina et dispose d'une équipe de 275 personnes[4].
- L'Irlandais Eamon Gilmore est responsable des droits de l'homme dans l'Union européenne[5].
- En Afghanistan, le Danois Franz-Michael Skjold Mellbin est en poste depuis 2013.
- En Bosnie-Herzégovine, le Suédois Lars-Gunnar Wigemark est le représentant spécial depuis mars 2015, en charge principalement de l'accord de stabilisation et d'association.
- En Géorgie et dans le sud Caucase, depuis 2014, c'est l'Allemand, Herbert Salber qui est en poste.
- L'Espagnol Ángel Losada Fernández est nommé en 2015 RSUE pour le Sahel.
- Pour le processus de paix au Proche-Orient, c'est le français Christophe Bigot qui assure la représentation depuis le 2 juin 2025[6].
- En Asie centrale, c'est le Slovaque Peter Burian qui assure la représentativité de l'UE sur les questions régionales[7].

## Sources
1. ↑  (en) Liste des représentants spéciaux de l'UE, sur le site du SEAE.
2. ↑  (en) Liste des anciens représentants spéciaux de l'UE, sur le site du SEAE.
3. ↑  Vers un génocide au Sud Soudan ? Le représentant spécial de l’UE sonne l’alerte, Bruxelles2.
4. ↑  (en) Mission de l'UE au Kosovo.
5. ↑  « Diplomatie de l'Union européenne », sur Europavarietas.org (consulté le 24 août 2016).
6. ↑  « DÉCISION (PESC) 2025/976 DU CONSEIL du 20 mai 2025 portant nomination du représentant spécial de l’Union européenne pour le processus de paix au Proche-Orient », sur eur-lex.europa.eu (consulté le 23 juin 2025)
7. ↑  « H.E. Ambassador Peter Burian, EU special representative for central Asia, emphasises EU’s engagement on rule of law  and Human rights in central Asia », sur Rule of Law Platform (consulté le 24 août 2016).